# David Bowie: Posledních 5 let
David Bowie: Posledních 5 let (v anglickém originále David Bowie: The Last Five Years) je britský dokumentární film z roku 2017. Po filmu David Bowie: Five Years (2013) jde o druhou část trilogie věnované zpěvákovi Davidu Bowiemu, která bude dovršena snímkem David Bowie: The First Five Years (2019). Snímek se soustřeďuje na posledních pět let Bowieho života, tedy na období alb The Next Day (2013) a Blackstar (2016). Režisérem a producentem filmů je Francis Whately. Vystupovala v něm řada Bowieho spolupracovníků, včetně Tonyho Viscontiho, Gail Ann Dorsey, Sterlinga Campbella a Gerryho Leonarda. Snímek měl premiéru v předvečer nedožitých sedmdesátých narozenin Davida Bowieho.